# روث واتسون (رسامة)
روث واتسون (بالإنجليزية: Ruth Watson)‏ هي رسامة نيوزيلندية، ولدت في 1962.